# Інге II
Інге II Магнуссон (норв. Inge Magnusson; нар. ? — пом. 1202) — король Норвегії з 1196 до 1202 року. Походив з династії Інглінгів, учасник громадянської війни.

## Життєпис
Син Магнуса V, короля Норвегії, та королівської коханки. Ймовірно весь час війн за владу в 1170—1180 роках жив у Данії. У 1196 році партія баглерів на чолі з Сігурдом Ярлсоном, Ніколасом Арнесоном, Рейдаром Сендеманом висунули його на трон, як сина короля Магнуса V. За допомогою данських військ та при підтримці верхівки церкви Інге Магнуссон висадився у Норвегії, де був оголошений королем. Відбулося декілька сутичок, внаслідок яких Сверрір I відступив до Нідароса, а Інге II закріпився на півдні країні, зробивши своєю столицею Осло. Навесні 1197 року Сверрір I з армію у 7 тисяч вояків напав на баглерів й розбив їх біля міста Віке, змусивши відступити углиб Норвегії. Після цього король відправився до Бергена. Скориставшись цим Інге II захопив західну Норвегію й столицю Нідарос (сучасний Тронгейм). У 1198 році у морській битві при Тренделазі Інге II завдав поразки Сверріру I, який вимушений був відступити до Бергена. Але вже 11 серпня Інге II захопив і це місто.
Сверрір I відступив у глиб країни. Нова морська битва між флотом Інге II та Сверріра I відбулася 18 червня 1199 року при Стріндафйорді. Сверрір здобув переконливу перемогу. Баглери вимушені були відступити до Данії. 6 березня 1200 року Сверрір I завдав поразки ворогові біля Осло й заволодів південною Норвегією. Навесні 1201 року з великою потугою Сверрір I взяв в облогу замок Тонсберг, де зібралися останні баглери на чолі із Редаром Сендеманом. Зрештою вони здалися. Втім Інге II продовжував боротьбу. Після смерті Сверріра I він сподівався взяти реванш. Проте син Сверріра — Гокон зумів домовитися як зі знатю так і з єпископами. В результаті прихильники залишили Інге II, а потім й самого видали воякам Гокона III, які вбили Інге II у місті Стороя.